# Lukáš Zelenka
Lukáš Zelenka (Prága, 1979. október 5. –) cseh válogatott labdarúgó.

## Pályafutása
17 évesen igazolta le a belga RSC Anderlecht csapata, ahol mindössze 3 meccsen lépett pályára. Következő állomása a KVC Westerlo volt, ahol meghatározó játékossá vált. 2001-ben nevelő egyesülete a Sparta Praha visszavásárolta. Innen 2005-ben távozott a török Manisasporhoz. Innen másfél év múlva távozott. Újra a belga KVC Westerlo csapatába szerződött. Szeretett volna a Sparta Prahahoz igazolni, de ez nem sikerült így az FC Slovacko csapatához került. 1 év után, a szerződése lejártával ingyen érkezett a Budapest Honvéd csapatához.

## Mérkőzései a cseh válogatottban
| #  | Dátum               | Ellenfél    | Eredmény | Kiírás              | Esemény |
| -- | ------------------- | ----------- | -------- | ------------------- | ------- |
| 1. | 2005. június 8.     | Macedónia   | 6 – 1    | Vb-selejtező        | 77'     |
| 2. | 2005. augusztus 17. | Svédország  | 1 – 2    | barátságos mérkőzés | 69'     |
| 3. | 2006. március 1.    | Törökország | 2 – 2    | barátságos mérkőzés | 85'     |

## Sikerei, díjai
AC Sparta Praha:
- Cseh bajnokság:
  - Aranyérem
- Cseh kupa:
  - Aranyérem

Cseh U21:
- U21 Európa-bajnokság:
  - Aranyérem